# La Chapelle-Saint-André
La Chapelle-Saint-André – miejscowość i gmina we Francji, w regionie Burgundia-Franche-Comté, w departamencie Nièvre.
Według danych na rok 1990 gminę zamieszkiwało 371 osób, a gęstość zaludnienia wynosiła 14 osób/km² (wśród 2044 gmin Burgundii La Chapelle-Saint-André plasuje się na 552. miejscu pod względem liczby ludności, natomiast pod względem powierzchni na miejscu 242.).